# Эрет, Георг Дионисий
Георг Дионисий Эрет (нем. Georg Dionysius Ehret, 30 января 1708 — 9 сентября 1770) — немецкий или немецко-британский ботаник, мастер ботанической иллюстрации. Его работы, созданные для учёных и ценителей, уникальны; он считается одним из самых великих художников-иллюстраторов в истории ботанической иллюстрации.

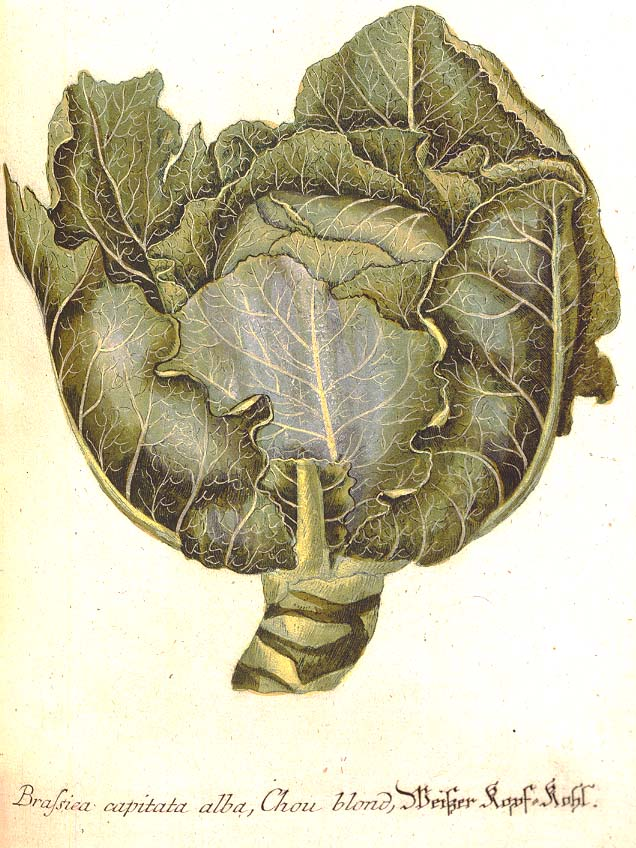
Brassica capitata. Ботаническая иллюстрация, автор — Георг Дионисий Эрет.

## Биография
Георг Дионисий Эрет родился в городе Хайдельберг 30 января 1708 года.
Эрет был первым художником, нанятым немецким ботаником и фармацевтом Иоганном Вильгельмом Вайнманном (1683—1741). Он познакомился с Вайнманном в 1728 году, когда был безработным и очень бедным. Когда Вайнманн увидел примеры работ Эрета, он нанял его, чтобы сделать тысячу иллюстраций в течение года для научной работы Phytanthoza iconographia, за которые ему будет выплачено пятьдесят талеров. Эрету было также обеспечено проживание и питание. В конце года художник выполнил половину задания, и Вайнманн, утверждая, что контракт был невыполненным, дал ему двадцать талеров и отослал его. Несколько лет спустя Эрет подал иск против своего бывшего работодателя, чтобы получить компенсацию, но Вайнманн утверждал, что Эрет покинул его, и иск не был удовлетворён. Несмотря на эти трудности, карьера Эрета была наполнена историями успеха на континенте и в Англии, где у него было много богатых покровителей.
Георг Дионисий Эрет работал вместе с выдающимся шведским учёным Карлом Линнеем и другими выдающимися ботаниками того времени. В течение тридцати шести лет его другом и сотрудником был немецкий ботаник Кристоф Якоб Трев (1695—1769).
Георг Дионисий Эрет обладал глубокими знаниями структуры растений, которые он использовал для создания ботанических иллюстраций. В 1736 году он стал востребованным иллюстратором ботанических изданий в Англии. Георг Дионисий Эрет создал сотни цветных ботанических иллюстраций.
Георг Дионисий Эрет умер в Челси в Лондоне 9 сентября 1770 года в возрасте 62 лет.

## Научная деятельность
Георг Дионисий Эрет специализировался на семенных растениях.

## Научные работы
- The Gardener’s Dictionary[8] (1731—1771) Филипа Миллера.
- Phytanthoza iconographia[3][4][9] (1737—1745) Иоганна Вильгельма Вайнманна[3][4].
- Hortus cliffortianus[10] (1738) Карла Линнея.
- Plantae et papiliones rariores[11] (1748—1759) Георга Эрета.
- Hortus nitidissimis[12] (1750—1786) Кристофа Якоба Трефа.
- Plantae selectae[13] (1750—1773) Кристофа Якоба Трефа.
- The civil and natural history of Jamaica[14] (1756) Патрика Броуна.
- Hortus Kewensis[15] (1789) Уильяма Айтона.

## Почести
В его честь был назван род растений Ehretia.